# توماس فالك
توماس فالك هو راكب الكنو سويدي، ولد في 28 ديسمبر 1952.

## وصلات خارجية
- توماس فالك على موقع أوليمبيديا (الإنجليزية)
- توماس فالك على موقع اللجنة الأولمبية السويدية (السويدية)